# Der Branchen Bär
Der Branchen Bär ist eine seit 2008 erscheinende Fachpublikation für Eltern, Kinder und Pädagogen herausgegeben von der in Drebkau ansässigen Public Data GmbH.
Der regionale Bezug ist zunächst auf den Raum Berlin, Potsdam, Falkensee, Teltow, Kleinmachnow, Stahnsdorf, Glienicke/Nordbahn, Brandenburg an der Havel und Oranienburg begrenzt. Der Fokus liegt im Zusammenspiel von Informationen zu diversen Themen rund um Kinder und Familien auf der einen Seite, und zum anderen in der Präsentation von Firmen und Dienstleistern, die spezielle Produkte oder Dienstleistungen für Familien anbieten.
Im Zuge der Umstellung auf eine reine Online-Präsentation und den damit erweiterten Möglichkeiten ist das Einzugsgebiet seit 2012 auf die Länder Deutschland, Österreich und die Schweiz ausgeweitet worden. Ein besonderer Aspekt ist seitdem die Ausrichtung auf besondere Inhalte im Social-Media-Bereich.
Mehr als 10 Redakteure und Journalisten des eigenen Redaktionsteams verfassen seit 2008 Artikel über aktuelle Themen, die Kinder und/oder die Familie betreffen. Einige der fast 100 Artikel wurden in Zusammenarbeit mit der in Cottbus ansässigen Tageszeitung Lausitzer Rundschau erstellt.
Die Print-Publikationen werden im Katalog der Deutschen Nationalbibliothek aufgeführt.
Die Wortmarke „Branchen Bär“ ist seit 29. September 2005 beim Deutschen Patent- und Markenamt geschützt.
Die Auflagen der Print-Ausgaben waren bis Ende 2011 der IVW-Auflagenkontrolle unter der IVW-Nr.: 9030101170 unterstellt.